# IV. třída okresu Mladá Boleslav
IV. třída okresu Mladá Boleslav patří společně s ostatními čtvrtými třídami mezi desáté nejvyšší fotbalové soutěže v Česku. Je řízena Okresním fotbalovým svazem Mladá Boleslav. Hraje se každý rok od léta do jara se zimní přestávkou. Hraje se ve dvou skupinách (označených A a B), každá skupina má v současnosti 10 účastníků (celkem tedy 20 týmů) z okresu Mladá Boleslav, každý s každým hraje jednou na domácím hřišti a jednou na hřišti soupeře. Vítěz každé ze skupin postupuje do III. třídy okresu Mladá Boleslav.

## Vítězové

### IV. třída okresu Mladá Boleslav skupina A
| Ročník    | Vítězný tým                  |
| --------- | ---------------------------- |
| 2003/2004 | TJ Žerčice                   |
| 2004/2005 | TJ Jivina                    |
| 2005/2006 | Sokol Kněžmost               |
| 2006/2007 | SK Židněves                  |
| 2007/2008 | Slavoj Kropáčova Vrutice „B“ |
| 2008/2009 | TJ Sokol Kochánky            |
| 2009/2010 | FC Mukařov                   |
| 2010/2011 | TJ Sokol Kochánky            |
| 2011/2012 | SK Rejšice „B“               |
| 2012/2013 | FC Sporting Mladá Boleslav   |
| 2013/2014 | FK Slavoj Čistá              |
| 2014/2015 | SK Kosmonosy „B“             |
| 2015/2016 | Sokol Luštěnice „B“          |
| 2016/2017 | FC Mukařov                   |
| 2017/2018 | TJ Sokol Nová Ves            |
| 2018/2019 |                              |

### IV. třída okresu Mladá Boleslav skupina B
| Ročník    | Vítězný tým                  |
| --------- | ---------------------------- |
| 2003/2004 | Slavoj Kropáčova Vrutice „B“ |
| 2004/2005 | FK Dobrovice „B“             |
| 2005/2006 | TJ Sokol Jabkenice           |
| 2006/2007 | FK Krnsko „B“                |
| 2007/2008 | TJ Žerčice                   |
| 2008/2009 | TJF Čechie Čejetice „B“      |
| 2009/2010 | TJ Sokol Chotětov            |
| 2010/2011 | Soutěž se nehrála.           |
| 2011/2012 | Soutěž se nehrála.           |
| 2012/2013 | Soutěž se nehrála.           |
| 2013/2014 | Soutěž se nehrála.           |
| 2014/2015 | Soutěž se nehrála.           |
| 2015/2016 | Soutěž se nehrála.           |
| 2016/2017 | Soutěž se nehrála.           |
| 2017/2018 | Soutěž se nehrála.           |
| 2018/2019 |                              |